# Rustam I ibn Surkhab
Rustam I ibn Surkhab fou ispahbad bawàndida del Tabaristan.
Els alides havien ocupat els territoris bawàndides el 868. El 879 el net de Karin I ibn Xahriyar, Rustam (probablement Rustam ibn Surkhab ibn Karin, però no hi ha seguretat que Surkhab ibn Karin fos el seu pare, i podria ser fill -encara que amb menys probabilitat- d'un altre fill de Karin es va revoltar contra l'alida Hasan ibn Zayd, es va apoderar de Kumis que estava en mans del seu aliat l'alida Kasim ibn Ali, i va incitar Abu-Xujà Àhmad ibn Abd-Al·lah al-Khudjistani (875-882) que dominava Nixapur, a envair Tabaristan.
Ahmad ibn Abdallah va entrar al Gurgan i Rustam va ocupar Astarabad, però un sobtat atac de Hasan ibn Zayd el va obligar a fugir cap a les muntanyes; Muhammad ibn Zayd, germà de Hasan, el va empaitar i el va obligar a sotmetre's podent governar a les muntanyes però amb el compromís de no aixecar mai més un exèrcit. A la mort de Hasan el 884, Rustam va donar suport al hasanita Abu l-Husayn Ahmad ibn Muhammed, amb seu a Amol, en la seva pretensió de succeir a Hasan en contra de Muhammad ibn Zayd.
Aquest darrer es va imposar a la guerra civil que va durar deu mesos, i tot seguit va atacar a Rustam (885) a les muntanyes i el va fer fugir del seu territori. Rustam es va refugiar amb el safàrida Amr I ibn al-Layth, que va intercedir al seu favor. Muhammad ibn Zayd el va perdonar i li va permetre tornar al seu domini ancestral amb la condició ja convinguda de no posseir exèrcit, i de pagar un tribut i les taxes fixades.
L'acord no fou molt durador i el 890 l'alida va expulsar altre cop a Rustam del seu domini per raons no especificades. Rustam va fugir amb Rafi ibn Hàrthama que llavors controlava Nixapur i part del Khurasan, a qui va ajudar en la invasió del Tabaristan el 891-893; però Rafi, atacat per Amr I ibn al-Layth va fer les paus amb Muhammad ibn Zayd. Llavors Rustam es va aliar al safàrida Amr I.
Rafi en revenja, el va atreure a un parany a Astarabad, el va fer presoner i el va carregar de cadenes, li va confiscar tota la seva propietat (una part de la qual va donar a Muhammad) i el va torturar fins a morir (895).
El va succeir en els drets, a l'exili, el seu fill Xarwin II ibn Rustam.